# Новый Пассаж
«Новый Пассаж» (Торговые ряды Ведомства учреждений императрицы Марии) — памятник архитектуры. Расположен в Санкт-Петербурге, современный адрес дома — Литейный проспект, 57.

## История
В 1911 году Н. В. Васильев (с участием А. Ф. Бубыря) разработал проект постройки «Нового Пассажа». Здание построили в 1912—1913 годах на месте части старинного сада Екатерининского института (б. Итальянский сад); идея пришла в голову купцу Корбасникову, который ещё в 1903 году попросил участок в аренду.
Строительство вызвало скандал, Анна Ахматова позже писала про "Литейный, ещё не опозоренный модерном".
Главный фасад симметричен относительно центральной оси, на нём расположено два портала, ведущих в вестибюли, глубокие ниши с полукруглым завершением. Стена почти целиком остекленена, прямоугольные оконные проёмы разделены четырёхгранными столбами. Фасад завершают плоские высокие аттики, углы которых скруглены. Межэтажные перекрытия ребристые, при конструировании были использованы железобетонные балки и колонны. Прямоугольный двухэтажный дом. Материалы, стекло и карельский гранит (Финляндское каменнопромышленное общество под руководством Мазинга; облицовка простенков-пилонов, сделанная для большей представительности магазинов и, следовательно, для привлечения прибыли), контрастируют друг с другом. Также контрастируют мощные порталы и низкий протяжённый фасад.
Со стороны сада фасады простые, но с высокими окнами, двумя эркерами и щипцами.
Хотя здание в 1910-х годах было прозвано пассажем, между изолированными магазинами нет сквозного прохода. Предполагалось, что все вывески на здании будут устанавливаться по рисункам архитектора.
С 1922 года в доме расположен букинистический магазин — сначала «Международная книга», потом «Академкнига», с 1958 года — «Подписные издания». В торговом здании также размещались «Стильная мебель Щербинский», «Верхнее платье Таубер-Бернштейн», «Игрушки и забавы», магазин чучел и другие магазины.
В интерьерах здания сохранились деревянные стенные панели, барельефы с шестерёнками, круглые потолочные светильники, прилавки с латунными поручнями. В 2019 году была остановлена попытка провести в здании незаконный ремонт, ведущий к утере декора.
Изначально в двух окнах второго этажа со стороны фасада в лестничных объёмах находились витражи, собранные из волнистого [рифлёного] и прессованного [фактурного] («Ondoyant» и с рельефом из мелких точек) стёкол. Рисунок витража не замкнут, в орнаментальной цепочке из геометризованных фигур представлен уже не сколько растительный узор, сколько намёк на технократичные детали машин, детали лишены цвета, хотя красота графики и изменение светового потока подчёркнуты использованием стёкол с разной поверхностью.
Остекление выполняло С.-Петербургское стекольно-промышленное акционерное общество и было произведено позднее всех прочих отделочных работ, с нарушением сроков. К 1989 году вся центральная часть в правом витраже отсутствовала, на левом были небольшие выбоины. Позже витражи были отреставрированы, в 2020-м году по их мотивам в петербургской мастерской Елены Панкратовой были сделаны для магазина «Подписные издания» новые.
В работах над строительством также принимали участие строительное бюро железобетонных работ В. А. Шевалева, кирпичное предприятие В. Н. Ерастова, штукатурные фирмы О. Л. Чахотина, «Роммер и Солнцев», слесарно-кузнечные предприятия А. О. Шульца, В. В. Палехова и сыновей, Е. А. Веберга, К. В. Винклера, столярная мастерская Г. Ф. Ганожакова и прочие.
Утрачены оригинальные электрические фонари на кованых кронштейнах и флагодержатели, выполненные фирмой А. О. Шульца, а также ворота работы мастерской Е. А. Веберга.

## Галерея

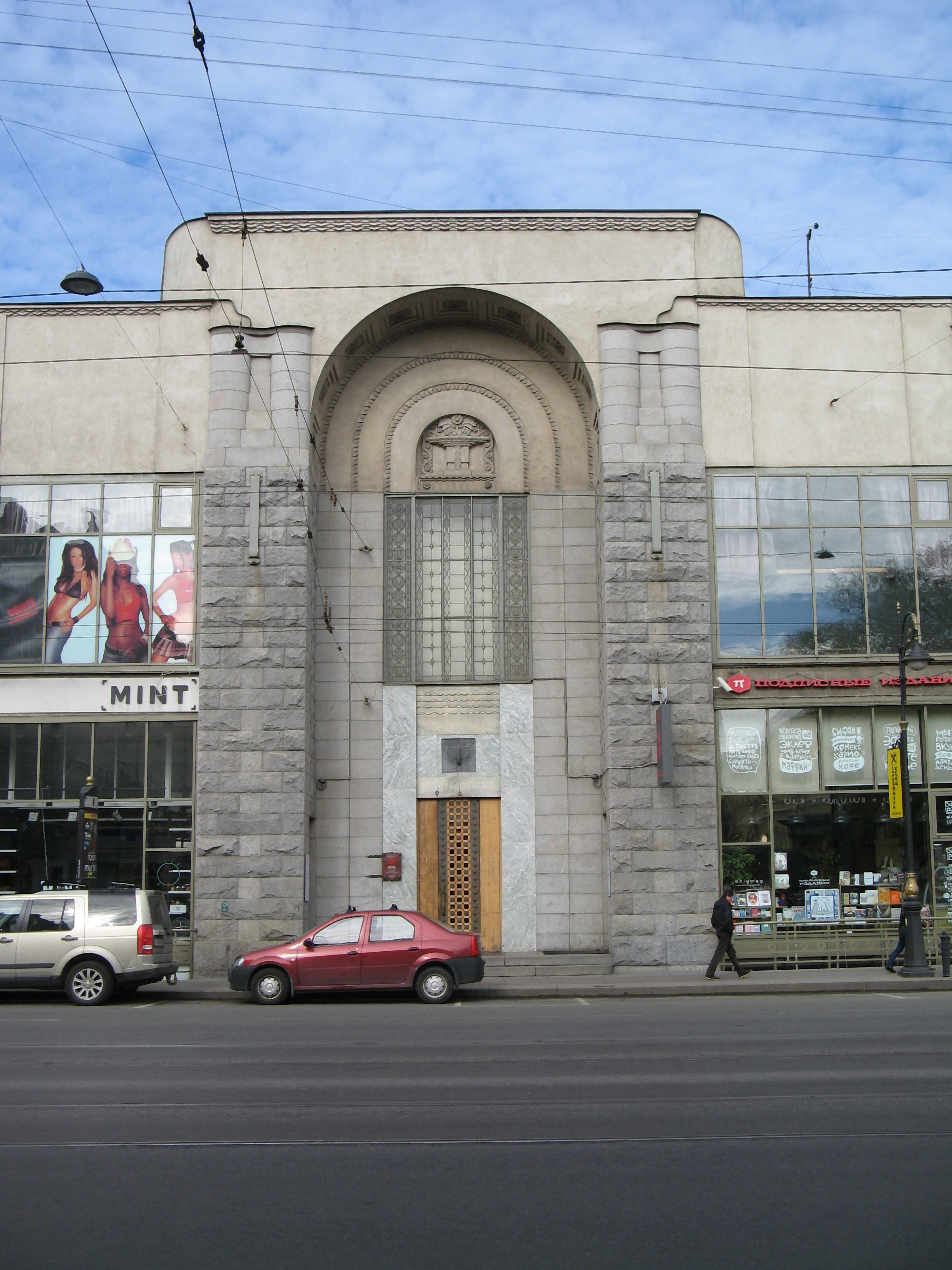
Вид на портал
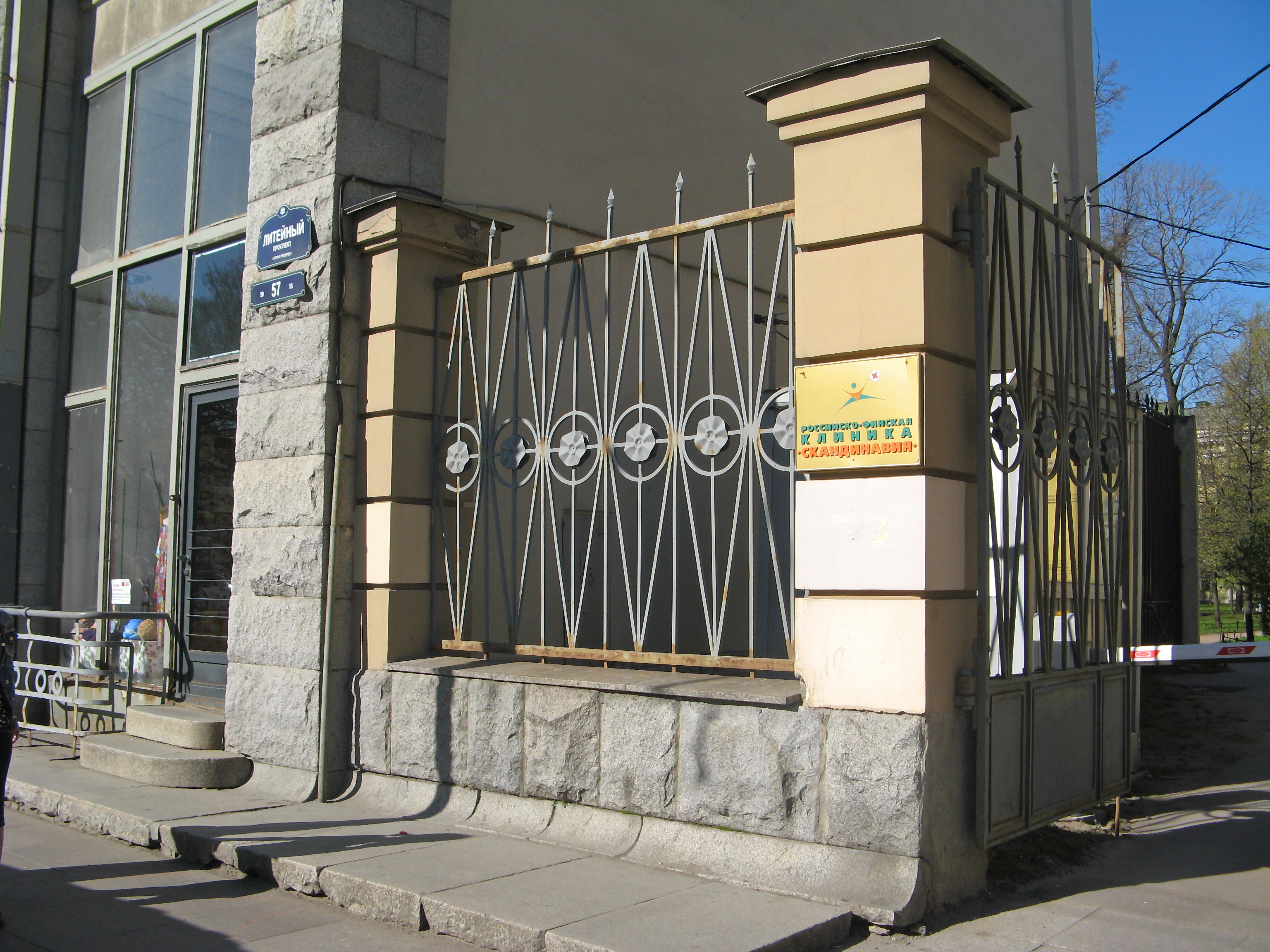
Справа от здания — вход в сад
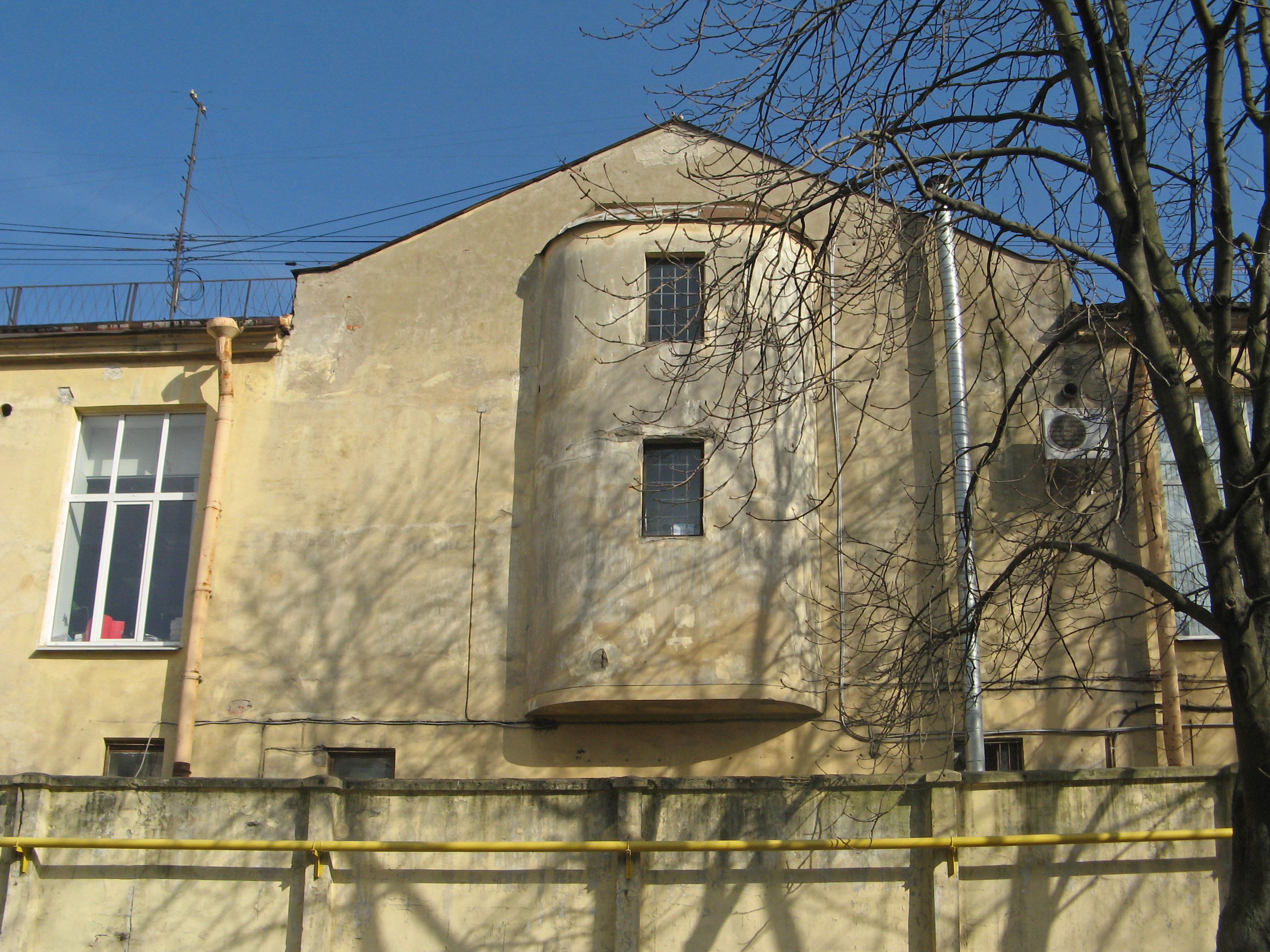
Вид со двора
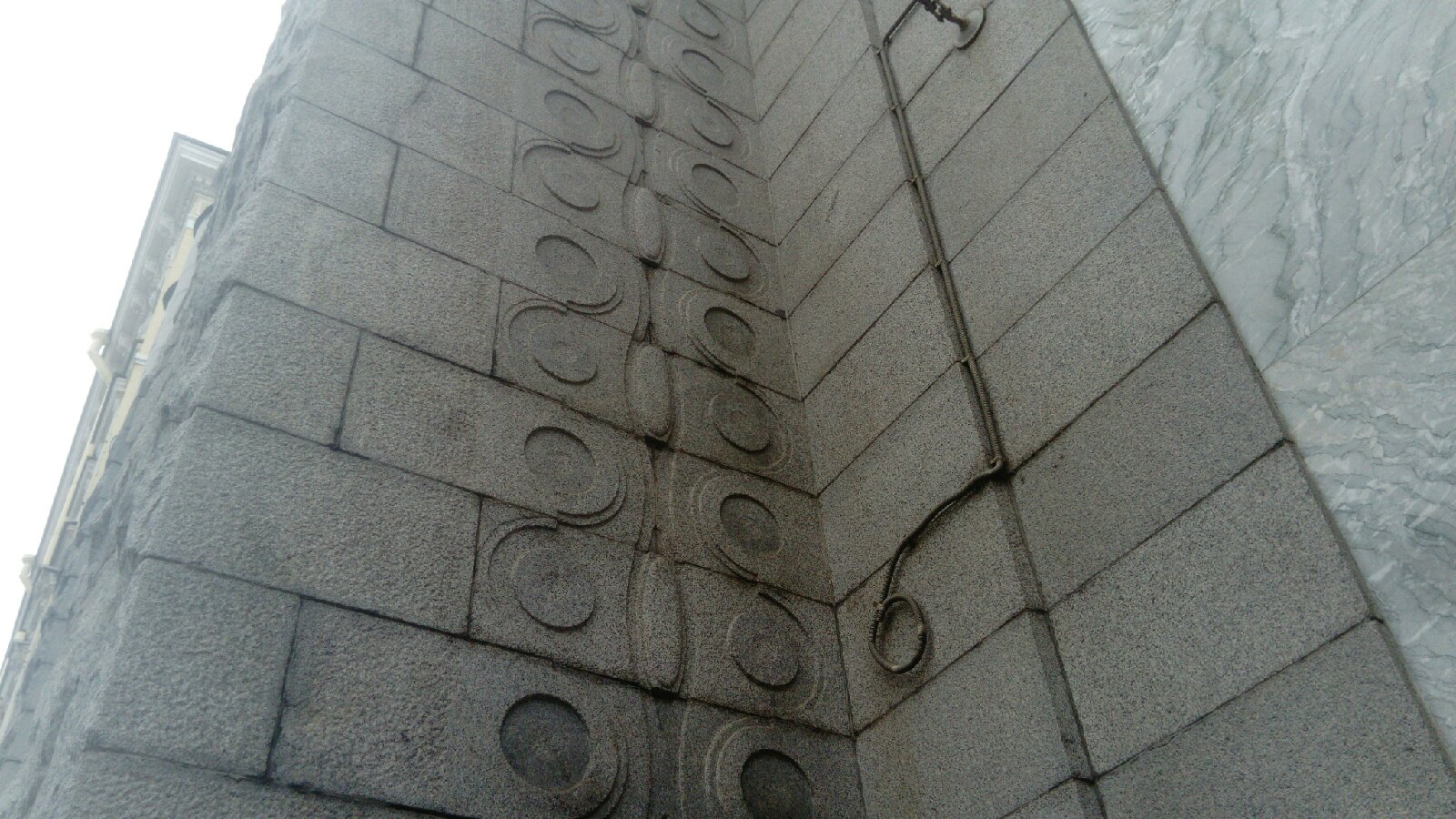
Фрагмент узора портала, имитирующего мох